# Harvard Business Review
Harvard Business Review (HBR) ist ein einflussreiches englischsprachiges Management-Magazin. Es wird alle zwei Monate von der Harvard Business Publishing publiziert, die vollständig der Harvard University gehört. Der Unternehmenssitz ist in Watertown, Massachusetts. Inhaltlich fokussiert es auf Führungstechniken und Innovationen. Adressat des Magazins sind Führungskräfte aus der Wirtschaft. Zahlreiche Managementtheoretiker veröffentlichten in der HBR u. a. Peter F. Drucker, Michael E. Porter, Rosabeth Moss Kanter, Gary Hamel, C.K. Prahalad und Robert S. Kaplan. Begriffe aus dem Managementalltag wie Balanced Scorecard, Core Competence, Reengineering und Glass Ceiling wurden zuerst in der HBR besprochen. Das Magazin vertreibt Lizenzausgaben in Asien und Europa, u. a. dessen deutschsprachige Ausgabe: Harvard Business Manager (HBM).

## Geschichte
Der Harvard Business Review wird seit 1922 vom Verlag Harvard Business Publishing herausgegeben. Dieser Verlag befindet sich im Besitz der Harvard Business School (HBS).
Das forschungsbasierte Magazin wendet sich an Wirtschaftspraktiker und verweist auf eine hochrangige Leserschaft aus der Geschäftswelt: Es wird von Akademikern, Führungskräften und Unternehmensberatern gelesen. Mit der Publikation von zehn fremdsprachigen Ausgaben beträgt die weltweite Auflage 240.000 Exemplare. Redaktionell ist das Magazin unabhängig von der Harvard Business School. Es gibt keine Peer-Review für die erscheinenden Artikel.
Im Jahr 2002 gab es einige personelle Veränderungen im Management und bei den Redaktionsmitgliedern nach der Enthüllung einer Affäre zwischen der Chefredakteurin Suzy Wetlaufer und dem ehemaligen Vorstandsvorsitzenden von General Electric Jack Welch. Zwei leitende Redakteure beklagten, dass die Affäre, die während Wetlaufers und Welchs Arbeit an einem Artikel begonnen wurde, ethische Standards verletzt hätte. Des Weiteren führten sie ein unfaires Betriebsklima an und verließen das Unternehmen. Kurz nach diesen Kündigungen trat Wetlaufer am 8. März inmitten weiterer Zurechtweisungen durch die übrige Belegschaft zurück. Drei Monate später sah sich auch Herausgeberin Penelope Muse Abernathy zum Ausstieg gezwungen.
Chefredakteur des Harvard Business Reviews ist gegenwärtig Adi Ignatius.

## Zeitschriften-Ranking
Das Zeitschriften-Ranking der britischen Association of Business Schools (2010) stuft es in die beste Kategorie 4 ein.